# Ribeira do Neiva
Ribeira do Neiva (llamada oficialmente União das Freguesias da Ribeira do Neiva) es una freguesia portuguesa del municipio de Vila Verde, distrito de Braga.

## Historia
Fue creada el 28 de enero de 2013 en aplicación de una resolución de la Asamblea de la República de Portugal promulgada el 16 de enero de 2013 con la unión de las freguesias de Azões, Duas Igrejas, Goães, Godinhaços, Pedregais, Portela das Cabras y Rio Mau, pasando su sede a estar situada en la antigua freguesia de Duas Igrejas.

## Demografía
| Gráfica de evolución demográfica de Ribeira do Neiva entre 2011 y 2021 |
|                                                                        |
| Datos según el nomenclátor publicado por el INE portugués.             |